# Dorp aan de rivier
Dorp aan de rivier é um filme de drama holandês de 1959 dirigido e escrito por Fons Rademakers. Foi indicado ao Oscar de melhor filme estrangeiro na edição de 1960, representando a Holanda.

## Elenco
- Max Croiset	... 	Dr. Van Taeke
- Mary Dresselhuys	... 	Mrs. Van Taeke
- Bernhard Droog	... 	Cis den Dove
- Jan Retèl	... 	Thijs van Erpen
- Jan Teulings	... 	Burgemeester
- Jan Lemaire Sr.	... 	Willem
- Hans Kaart	... 	Sjef
- Herman Bouber	... 	Nardje
- Tamara Garcia	... 	Zigeunerin
- Huib Orizand	... 	Pie
- Frits Butzelaar
- Louis van Gasteren Sr.	... 	Oom Jan
- Lou Geels		...     Veldwachter
- Frans 't Hoen	... 	Dirk Jan